# Rezerwat przyrody Krzyżanowice
Rezerwat przyrody Krzyżanowice – rezerwat faunistyczny położony na terenie Nadnidziańskiego Parku Krajobrazowego w gminie Pińczów, w powiecie pińczowskim, w województwie świętokrzyskim.
- Powierzchnia: 14,61 ha[2] (akt powołujący podawał 18,00 ha)
- Rok utworzenia: 1954
- Dokument powołujący: Zarządz. ML z 17.08.1954; MP. A-82/1954, poz. 953
- Numer ewidencyjny WKP: 006
- Typ ochrony: czynna[2]
- Przedmiot ochrony: roślinność stepowa oraz fauna zwierząt niższych niespotykanych nigdzie indziej w Polsce, a także interesujące zjawiska krasowe

Położony we wschodniej części Doliny Nidy rezerwat zajmuje część wzniesienia zbudowanego z margli kredowych. Kras pozostawił liczne formy w postaci zapadlisk, wąwozów i jaskiń. Zbocza porasta roślinność o charakterze muraw stepowych ze stepem ostnicowym i stepem łąkowym. Łącznie występuje tu 195 gatunków roślin, m.in. miłek wiosenny, zawilec wielkokwiatowy, ostnica Jana, ostnica włosowata, dziewięćsił bezłodygowy, mikołajek polny, len włochaty, ostrożeń pannoński, pierwiosnek lekarski, pierwiosnek wyniosły. Liczna fauna bezkręgowa, w tym około 30 gatunków reliktowych.